# 33 (album, M. Efekt)
33 je deváté a poslední studiové album české rockové skupiny Blue Effect, která jej vydala pod počeštěným a zkráceným názvem M. Efekt. Vyšlo v roce 1981 ve vydavatelství Supraphon s katalogovým číslem 1113 2897. Ještě před vydáním alba se skupina v létě 1981 rozpadla, obnovena byla na jaře 1982 ve zcela odlišné sestavě.
Album 33 vyšlo v remasterované verzi na CD poprvé v roce 2001 (Sony Music/Bonton), roku 2009 bylo vydáno v rámci box setu 1969–1989 Alba & singly & bonusy.

## Seznam skladeb
Texty napsal(i) Pavel Vrba.
| Strana 1 | Strana 1                  | Strana 1 | Strana 1 |
| Pořadí   | Název                     | Hudba    | Délka    |
| -------- | ------------------------- | -------- | -------- |
| 1.       | Třiatřicet                | Hladík   | 14:15    |
| 2.       | Avignonské slečny z Prahy | Hladík   | 6:57     |

| Strana 2       | Strana 2                      | Strana 2       | Strana 2 |
| Pořadí         | Název                         | Hudba          | Délka    |
| -------------- | ----------------------------- | -------------- | -------- |
| 1.             | Občasná pánská jízda          | Semelka        | 8:43     |
| 2.             | Kohoutek kamarádství dokapává | Semelka        | 11:15    |
| Celková délka: | Celková délka:                | Celková délka: | 41:34    |

## Obsazení
- M. Efekt
  - Radim Hladík – kytary, kytarový syntezátor
  - Lešek Semelka – zpěv, syntezátory
  - Vlado Čech – bicí, zvonky, mlýnek